# Kalervo Kallio
Pour les articles homonymes, voir Kallio.
Kalervo Kallio, de son nom complet Niilo Kalervo Kallio, né à Nivala, dans le Grand-duché de Finlande le 28 mars 1909 et mort à Helsinki le 2 novembre 1969, est un sculpteur finnois et le fils du quatrième président finnois Kyösti Kallio.
Il était un sculpteur international, voyageant à travers plusieurs continents pour effectuer des commissions, en plus de réaliser des monuments de grande taille dans son pays natal. Avec Walter Runeberg, il est l'un des seuls artistes finnois à avoir effectué un monument à son père.

## Biographie
Kalervo Kallio naît en 1909 à Nivala, dans le quartier de Heikkilä. Il étudie dans sa jeunesse à l'école de campagne de Mustiala (fi). Son enfance est caractérisée par les paysages de la campagne finlandaise. Il prend un premier intérêt pour les arts avec les activités qu'il a eues dans ses clubs de jeunesse. Sa passion pour la sculpture débute dans les années 1930. En 1935, il s'en va à Helsinki étudier la sculpture sous Alpo Sailo (fi), alors que Sailo était en train d'achever une commission pour la ville de Sortavala. Il s'enrôle par la suite pour l'école de dessin de l'Association finnoise des arts, où il suit les cours de Felix Nylund, sculpteur du mouvement néo-classique danois. Cependant, Kallio était plus attiré par les œuvres du français Auguste Rodin, qui étaient beaucoup plus expressives que le style néo-classique. En 1937, ce dernier expose pour la première fois ses réalisations, à la 45e édition des artistes finnois. L'année suivante, il remporte le second prix au concours Elias Lönnrot à Kajaani, en plus de recevoir une commission à l'église d'Ii pour reproduire le héros légendaire Pekka Vesainen (fi). Outre ses sculptures monumentales, les portraits et les sculptures miniatures sont devenus sa spécialisation pendant les années 1940, comme en témoigne sa série de portraits pour WSOY.
Dans son enfance, il aimait beaucoup jouer avec des couteaux, et avait notamment rêvé d'avoir le couteau le plus aiguisé du monde, d'où son désir de joindre l'armée lors de l'éclatement de la guerre. Lors de la Seconde Guerre mondiale, il joint les rangs de l'armée de terre finlandaise contre les Russes. À la fin de la guerre, il organise pour la première fois une exposition solo, mais voit aussi un déclin durant la décennie, dû à la baisse du prix de l'art en temps de guerre. Il réalise un monument aux morts en 1948 à Riihimäki. Il étudie aussi les arts à Paris et à Rome. Après avoir reçu du succès lors de ses expositions à Göteborg, en 1948, et à Stockholm, il décide de saisir l'opportunité d'aller aux États-Unis.
En 1949, Kallio est aux États-Unis. Là-bas, il y gagne un concours international de sculpture pour son buste du premier Secrétaire à la Défense des États-Unis, James Forrestal, choisie pour être exposée au Pentagone. Il décide alors de s'établir à Washington (district de Columbia). Il réalise les bustes de plusieurs figures importantes de l'époque, comme Alben William Barkley, Herbert Hoover, Harry S. Truman, John L. Lewis, ou encore Albert Einstein, qui notent sa capacité à reproduire le dramatisme des visages avec fidélité. Le Time fait son éloge en 1951,,,. Son succès s'étend jusqu'à son pays natal, et il y retourne. Il y effectue notamment 19 monuments aux morts, et de nombreuses statues agriculturales en l'honneur des ancêtres. En 1954, il termine deuxième dans un projet de reproduction de la statue équestre du président Mannerheim. En 1957, il reçoit une commission du gouvernement des États-Unis pour réaliser un buste de Barkley, exposé dès lors au Sénat des États-Unis.
En 1960, il retourne s'établir permanemment en Finlande. Il établit un studio moderne dans le quartier Munkkiniemi d'Helsinki. Les années 1960 marquaient l'évolution de l'art finlandais, avec l'émergence du modernisme, mais Kallio n'y croit pas et reste dans son art classique. Sa célébrité deviens moins grande avec l'arrivée de la nouvelle générations d'artistes modernes finnois. Sa femme de 1951 à 1969 était Sylvia de Flogny, née en 1907 et morte en 2001. Elle divorce en 1969. Le 19 juin 1969, il épouse Toini Maria Mattila, née en 1931, fille de Markus Vihtori Mattila et de Olga Maria Nikkilä, de Turku.
Il meurt à Helsinki en 1969, à l'âge de 60 ans. Après sa mort, il est enterré au cimetière d'Hietaniemi, dans le quartier Länsisatama d'Helsinki. De nombreuses sculptures de lui sont vendues après sa mort, dont une sculpture de Carl Gustaf Emil Mannerheim, adjugée en janvier 2020 par Hagelstam, et une Dame assise, adjugée par la galerie Bukowski de Stockholm pour 2 814 $ (USD) en 2017.

## Œuvres
Liste non-exhaustive de ses œuvres :
- Jean Sibelius, plaque en bronze, 15,5 cm de diamètre, XXe siècle, collection privée, adjugée en février 2020 à Turku par Eerik's Auction House[7] ;
- Buste d'Albert Woolson (en), buste en pierre, 1954, Duluth (Minnesota)[8] ;

- Mémorial Pekka Vesainen, (1940, dévoilée en 1950), Ii.
- Lakeuden raivaaja, 1954, Ilmajoki.
- Monument funéraire de Leevi Madetoja, 1955, Helsinki.
- Jätkänpatsas, 1955 Rovaniemi.
- Tulevaisuus, 1957, Kajaani.
- Mémorial Alben William Barkley, 1958, Collection du Sénat des États-Unis.
- Nuorukainen ja ankkuri, 1958, Reposaari.

- Lasinpuhaltaja, 1960, Riihimäki.
- Mémorial aux défunts restés en Carélie, 1961, Peräseinäjoki, Seinäjoki.
- Mémorial Heikki Nurmio, 1962, Turku.
- Statue de Kyösti Kallio, 1962, Helsinki.
- Statue Heikki Klemetti 1963, Seinäjoki.
- Uudisraivaajapatsas, 1963, Halikko, Salo
- Hiihtäjä, 1965, Haapavesi.
- Keihäänheittäjä, 1966, Stade de Pori.
- Statue de Mannerheim, 1967, Mikkeli.
- Hoitavat kädet, 1969, Cimetière d'Oulu
- Suomen ilmailun muistomerkki, Merikotka, 1969, Vaasa.

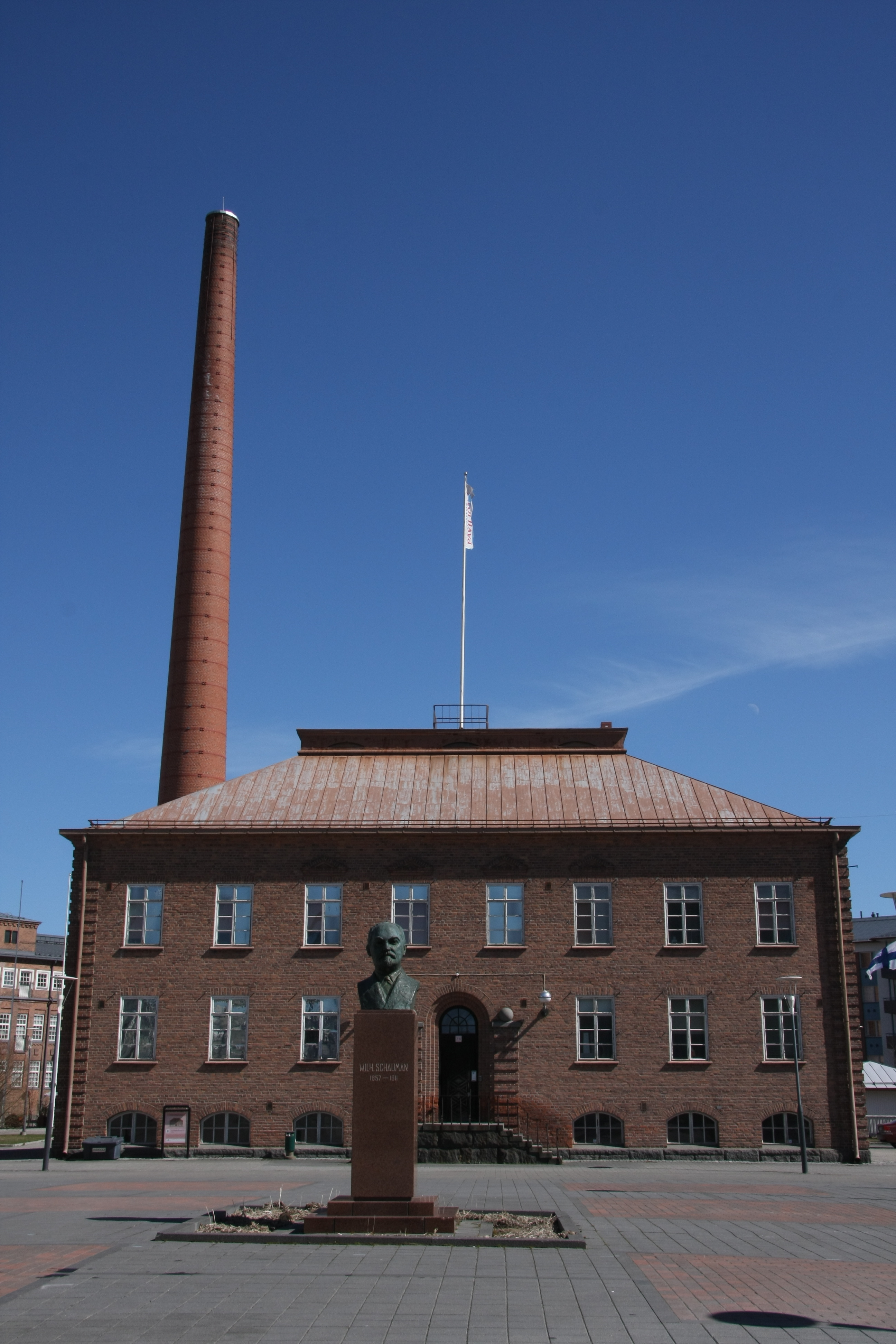
Wilhelm Schauman (en)
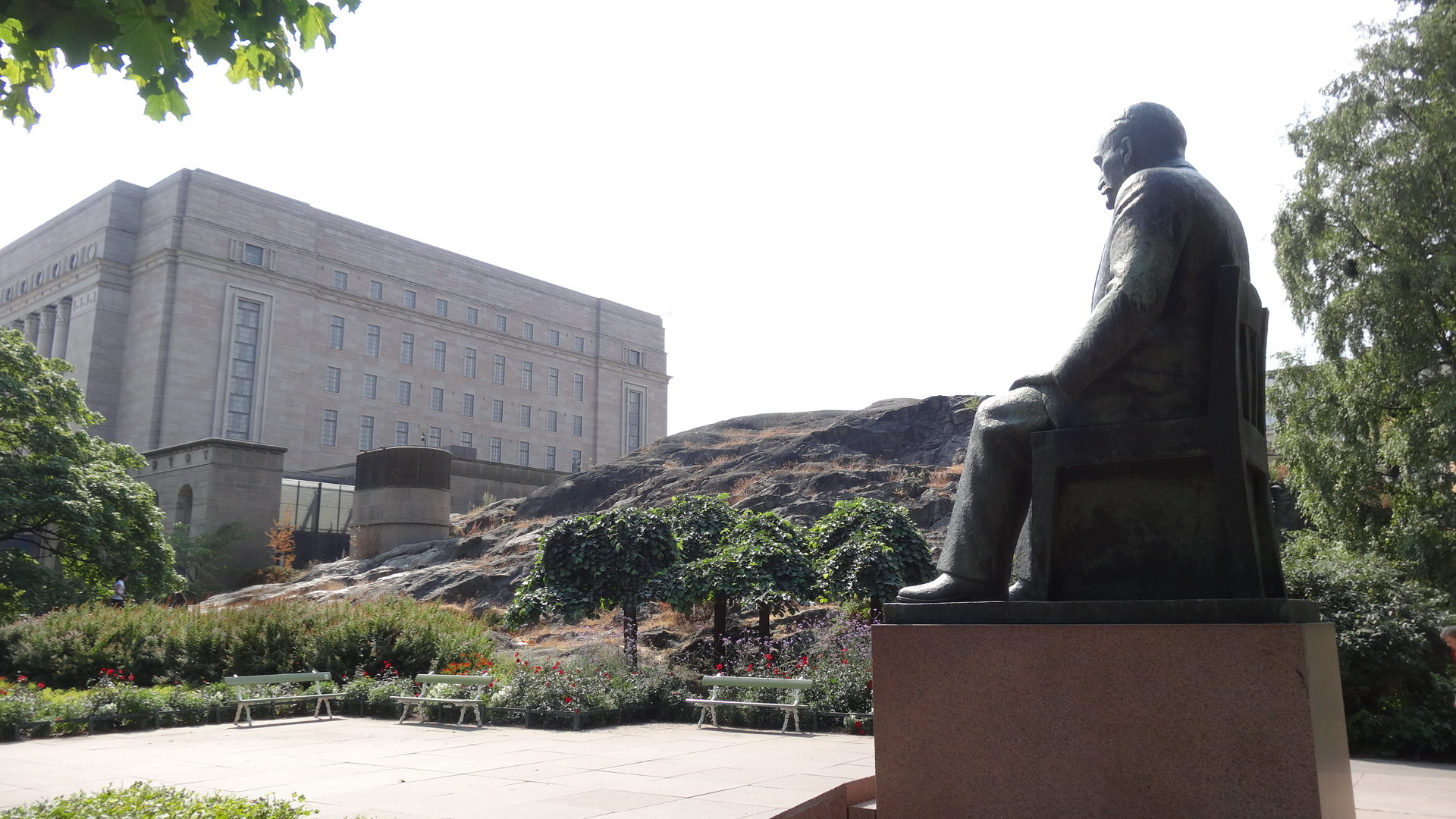
Statue de Kyösti Kallio.